# Coppa del Mondo di snowboard 2023
La Coppa del Mondo di snowboard 2023 è stata la ventinovesima edizione della manifestazione organizzata dalla Federazione Internazionale Sci; ha avuto inizio il 22 ottobre 2022 a Coira e si è conclusa il 26 marzo 2023 a Silvaplana, in Svizzera. Durante la stagione si sono tenuti a Bakuriani, in Georgia, i Campionati mondiali di snowboard 2023, e ad Aspen, negli Stati Uniti d'America, i Winter X Games XXVII, non validi ai fini della Coppa del Mondo. In seguito all'invasione dell'Ucraina, gli atleti russi e bielorussi sono stati esclusi dalle competizioni.
Sia in campo maschile che in campo femminile sono state assegnate due Coppe del Mondo generali: una Coppa del Mondo di parallelo (che ha compreso le discipline slalom parallelo e gigante parallelo) e una Coppa del Mondo generale di freestyle (che ha compreso halfpipe, big air e slopestyle). Furono inoltre assegnate dodici coppe di specialità, sei maschili e altrettante femminili, per ognuna disciplina (le cinque già citate e lo snowboard cross). Infine sono state stilate le classifiche per nazioni.
In campo maschile l'austriaco Fabian Obmann ha vinto la Coppa del Mondo generale di parallelo e l'australiano Valentino Guseli quella di freestyle. Per quando riguarda le coppe di specialità l'italiano Roland Fischnaller ha vinto la Coppa del Mondo di slalom gigante parallelo e Obmann quella di slalom parallelo. Il tedesco Martin Nörl si è aggiudicato la Coppa del Mondo di snowboard cross, il giapponese Ruka Hirano quella di halfpipe, lo statunitense Dusty Henricksen quella di slopestyle e Guseli quella di big air.
In campo femminile la svizzera Julie Zogg ha vinto la Coppa del Mondo generale di parallelo e la giapponese Mitsuki Ono quella di freestyle. Per quando riguarda le coppe di specialità la tedesca Ramona Theresia Hofmeister ha vinto la Coppa del Mondo di slalom gigante parallelo e la Zogg quella di slalom parallelo. La britannica Charlotte Bankes si è aggiudicata la Coppa del Mondo di snowboard cross, la Ono quella di halfpipe, la statunitense Julia Marino quella di slopestyle e la giapponese Reira Iwabuchi quella di big air.
In campo maschile il giapponese Lee Sang-ho era il detentore uscente della Coppa di parallelo e il norvegese Mons Røisland di quella di freestyle. In campo femminile la tedesca Ramona Theresia Hofmeister era la detentrice uscente della Coppa di parallelo e la giapponese Kokomo Murase di quella di freestyle.

## Uomini

### Risultati
| Data             | Località          | Nazione     | Spec. | Primo               | Secondo            | Terzo               |
| ---------------- | ----------------- | ----------- | ----- | ------------------- | ------------------ | ------------------- |
| 22 ottobre 2022  | Coira             | Svizzera    | BA    | Takeru Ōtsuka       | Ruki Tobita        | Nick Pünter         |
| 26 novembre 2022 | Falun             | Svezia      | BA    | annullata           | annullata          | annullata           |
| 4 dicembre 2022  | Les Deux Alpes    | Francia     | SBX   | Martin Nörl         | Omar Visintin      | Éliot Grondin       |
| 10 dicembre 2022 | Edmonton          | Canada      | BA    | Valentino Guseli    | Chris Corning      | Nicolas Laframboise |
| 11 dicembre 2022 | Winterberg        | Germania    | PSL   | Alexander Payer     | Tim Mastnak        | Stefan Baumeister   |
| 15 dicembre 2022 | Carezza al Lago   | Italia      | PGS   | Andreas Prommegger  | Dario Caviezel     | Roland Fischnaller  |
| 16 dicembre 2022 | Copper Mountain   | Stati Uniti | HP    | Scotty James        | Jan Scherrer       | Kaishu Hirano       |
| 17 dicembre 2022 | Copper Mountain   | Stati Uniti | BA    | Marcus Kleveland    | Chris Corning      | Ian Matteoli        |
| 16 dicembre 2022 | Cervinia          | Italia      | SBX   | Alessandro Hämmerle | Jakob Dusek        | Martin Nörl         |
| 17 dicembre 2022 | Cervinia          | Italia      | SBX   | Loan Bozzolo        | Martin Nörl        | Kalle Koblet        |
| 17 dicembre 2022 | Cortina d'Ampezzo | Italia      | PGS   | Roland Fischnaller  | Andreas Prommegger | Aaron March         |
| 19 dicembre 2022 | Montafon          | Austria     | SBX   | annullata           | annullata          | annullata           |
| 20 dicembre 2022 | Montafon          | Austria     | SBX   | annullata           | annullata          | annullata           |
| 10 gennaio 2023  | Bad Gastein       | Austria     | PSL   | Maurizio Bormolini  | Alexander Payer    | Stefan Baumeister   |
| 14 gennaio 2023  | Kreischberg       | Austria     | BA    | Taiga Hasegawa      | Ryōma Kimata       | Kira Kimura         |
| 14 gennaio 2023  | Scuol             | Svizzera    | PGS   | Oskar Kwiatkowski   | Mirko Felicetti    | Andreas Prommegger  |
| 21 gennaio 2023  | Laax              | Svizzera    | HP    | Ruka Hirano         | Scotty James       | Yūto Totsuka        |
| 22 gennaio 2023  | Laax              | Svizzera    | SBS   | Marcus Kleveland    | Dusty Henricksen   | Sven Thorgren       |
| 21 gennaio 2023  | Bansko            | Bulgaria    | PSL   | Dario Caviezel      | Fabian Obmann      | Edwin Coratti       |
| 22 gennaio 2023  | Bansko            | Bulgaria    | PSL   | Maurizio Bormolini  | Arvid Auner        | Stefan Baumeister   |
| 26 gennaio 2023  | Blue Mountain     | Canada      | PGS   | Benjamin Karl       | Lee Sang-ho        | Oskar Kwiatkowski   |
| 27 gennaio 2023  | Blue Mountain     | Canada      | PGS   | Oskar Kwiatkowski   | Alexander Payer    | Roland Fischnaller  |
| 4 febbraio 2023  | Mammoth Mountain  | Stati Uniti | HP    | Ruka Hirano         | Valentino Guseli   | Chase Blackwell     |
| 4 febbraio 2023  | Mammoth Mountain  | Stati Uniti | SBS   | Dusty Henricksen    | Valentino Guseli   | Chris Corning       |
| 4 febbraio 2023  | Cortina d'Ampezzo | Italia      | SBX   | Merlin Surget       | Jake Vedder        | Léo Le Blé Jaques   |
| 11 febbraio 2023 | Calgary           | Canada      | HP    | Ruka Hirano         | Valentino Guseli   | Shuichiro Shigeno   |
| 12 febbraio 2023 | Calgary           | Canada      | SBS   | Darcy Sharpe        | Dusty Henricksen   | Cameron Spalding    |
| 7 marzo 2023     | Livigno           | Italia      | PGS   | annullata           | annullata          | annullata           |
| 8 marzo 2023     | Livigno           | Italia      | PSL   | annullata           | annullata          | annullata           |
| 11 marzo 2023    | Sierra Nevada     | Spagna      | SBX   | Lucas Eguibar       | Omar Visintin      | Lorenzo Sommariva   |
| 12 marzo 2023    | Sierra Nevada     | Spagna      | SBX   | Kalle Koblet        | Lucas Eguibar      | Loan Bozzolo        |
| 11 marzo 2023    | Piancavallo       | Italia      | PSL   | annullata           | annullata          | annullata           |
| 12 marzo 2023    | Secret Garden     | Cina        | HP    | annullata           | annullata          | annullata           |
| 15 marzo 2023    | Rogla             | Slovenia    | PGS   | Roland Fischnaller  | Mirko Felicetti    | Edwin Coratti       |
| 16 marzo 2023    | Veysonnaz         | Svizzera    | SBX   | Martin Nörl         | Álvaro Romero      | Lorenzo Sommariva   |
| 17 marzo 2023    | Berchtesgaden     | Germania    | PSL   | Fabian Obmann       | Arvid Auner        | Rok Marguč          |
| 25 marzo 2023    | Mont-Sainte-Anne  | Canada      | SBX   | Éliot Grondin       | Jakob Dusek        | Lucas Eguibar       |
| 26 marzo 2023    | Mont-Sainte-Anne  | Canada      | SBX   | Martin Nörl         | Jake Vedder        | Éliot Grondin       |
| 26 marzo 2023    | Silvaplana        | Svizzera    | SBS   | Taiga Hasegawa      | Liam Brearley      | Sven Thorgren       |

Legenda: 

PGS = Slalom gigante parallelo 

PSL = Slalom parallelo 

SBX = Snowboard cross 

SBS = Slopestyle 

HP = Halfpipe 

BA = Big air

### Classifiche

#### Generale parallelo
| Pos. | Nome               | Nazione  | Punti |
| ---- | ------------------ | -------- | ----- |
| 1    | Fabian Obmann      | Austria  | 485   |
| 2    | Maurizio Bormolini | Italia   | 481   |
| 3    | Andreas Prommegger | Austria  | 465   |
| 4    | Alexander Payer    | Austria  | 433   |
| 5    | Oskar Kwiatkowski  | Polonia  | 418   |
| 6    | Roland Fischnaller | Italia   | 391   |
| 7    | Benjamin Karl      | Austria  | 356   |
| 8    | Edwin Coratti      | Italia   | 342   |
| 9    | Dario Caviezel     | Svizzera | 339   |
| 10   | Stefan Baumeister  | Germania | 335   |

#### Generale freestyle
| Pos. | Nome             | Nazione       | Punti |
| ---- | ---------------- | ------------- | ----- |
| 1    | Valentino Guseli | Australia     | 440   |
| 2    | Dusty Henricksen | Stati Uniti   | 332   |
| 3    | Taiga Hasegawa   | Giappone      | 323   |
| 4    | Ruka Hirano      | Giappone      | 314   |
| 5    | Chris Corning    | Stati Uniti   | 285   |
| 6    | Marcus Kleveland | Norvegia      | 240   |
| 7    | Hiroto Ogiwara   | Giappone      | 182   |
| 8    | Scotty James     | Australia     | 180   |
| 9    | Ryōma Kimata     | Giappone      | 180   |
| 10   | Lee Chae-un      | Corea del Sud | 177   |

#### Slalom parallelo
| Pos. | Nome               | Nazione | Punti |
| ---- | ------------------ | ------- | ----- |
| 1    | Fabian Obmann      | Austria | 297   |
| 2    | Maurizio Bormolini | Italia  | 295   |
| 3    | Arvid Auner        | Austria | 451   |
| 4    | Alexander Payer    | Austria | 225   |
| 5    | Edwin Coratti      | Italia  | 217   |

#### Gigante parallelo
| Pos. | Nome               | Nazione       | Punti |
| ---- | ------------------ | ------------- | ----- |
| 1    | Roland Fischnaller | Italia        | 344   |
| 2    | Andreas Prommegger | Austria       | 336   |
| 3    | Oskar Kwiatkowski  | Polonia       | 334   |
| 4    | Mirko Felicetti    | Italia        | 253   |
| 5    | Lee Sang-ho        | Corea del Sud | 235   |

#### Snowboard cross
| Pos. | Nome          | Nazione  | Punti |
| ---- | ------------- | -------- | ----- |
| 1    | Martin Nörl   | Germania | 510   |
| 2    | Lucas Eguibar | Spagna   | 436   |
| 3    | Éliot Grondin | Canada   | 399   |
| 4    | Omar Visintin | Italia   | 389   |
| 5    | Merlin Surget | Francia  | 341   |

#### Halfpipe
| Pos. | Nome             | Nazione       | Punti |
| ---- | ---------------- | ------------- | ----- |
| 1    | Ruka Hirano      | Giappone      | 314   |
| 2    | Valentino Guseli | Australia     | 246   |
| 3    | Scotty James     | Australia     | 180   |
| 4    | Lee Chae-un      | Corea del Sud | 177   |
| 5    | Yūto Totsuka     | Giappone      | 159   |

#### Big air
| Pos. | Nome             | Nazione     | Punti |
| ---- | ---------------- | ----------- | ----- |
| 1    | Valentino Guseli | Australia   | 214   |
| 2    | Chris Corning    | Stati Uniti | 196   |
| 3    | Marcus Kleveland | Norvegia    | 140   |
| 4    | Ryōma Kimata     | Giappone    | 138   |
| 5    | Taiga Hasegawa   | Giappone    | 137   |

#### Slopestyle
| Pos. | Nome             | Nazione     | Punti |
| ---- | ---------------- | ----------- | ----- |
| 1    | Dusty Henricksen | Stati Uniti | 296   |
| 2    | Taiga Hasegawa   | Giappone    | 186   |
| 3    | Valentino Guseli | Australia   | 165   |
| 4    | Liam Brearley    | Canada      | 144   |
| 5    | Cameron Spalding | Canada      | 125   |

## Donne

### Risultati
| Data             | Località          | Nazione     | Spec. | Primo                      | Secondo                    | Terzo              |
| ---------------- | ----------------- | ----------- | ----- | -------------------------- | -------------------------- | ------------------ |
| 22 ottobre 2022  | Coira             | Svizzera    | BA    | Reira Iwabuchi             | Anna Gasser                | Jasmine Baird      |
| 26 novembre 2022 | Falun             | Svezia      | BA    | annullata                  | annullata                  | annullata          |
| 4 dicembre 2022  | Les Deux Alpes    | Francia     | SBX   | Josie Baff                 | Chloé Trespeuch            | Léa Casta          |
| 10 dicembre 2022 | Edmonton          | Canada      | BA    | Jasmine Baird              | Evy Poppe                  | Reira Iwabuchi     |
| 11 dicembre 2022 | Winterberg        | Germania    | PSL   | Sabine Schöffmann          | Julie Zogg                 | Daniela Ulbing     |
| 15 dicembre 2022 | Carezza al Lago   | Italia      | PGS   | Michelle Dekker            | Aleksandra Król            | Ladina Jenny       |
| 16 dicembre 2022 | Copper Mountain   | Stati Uniti | HP    | Queralt Castellet          | Elizabeth Hosking          | Mitsuki Ono        |
| 17 dicembre 2022 | Copper Mountain   | Stati Uniti | BA    | Mari Fukada                | Hailey Langland            | Miyabi Onitsuka    |
| 16 dicembre 2022 | Cervinia          | Italia      | SBX   | Chloé Trespeuch            | Manon Petit-Lenoir         | Charlotte Bankes   |
| 17 dicembre 2022 | Cervinia          | Italia      | SBX   | Charlotte Bankes           | Josie Baff                 | Chloé Trespeuch    |
| 17 dicembre 2022 | Cortina d'Ampezzo | Italia      | PGS   | Glorija Kotnik             | Ramona Theresia Hofmeister | Megan Farrel       |
| 19 dicembre 2022 | Montafon          | Austria     | SBX   | annullata                  | annullata                  | annullata          |
| 20 dicembre 2022 | Montafon          | Austria     | SBX   | annullata                  | annullata                  | annullata          |
| 10 gennaio 2023  | Bad Gastein       | Austria     | PSL   | Daniela Ulbing             | Claudia Riegler            | Ladina Jenny       |
| 14 gennaio 2023  | Kreischberg       | Austria     | BA    | Anna Gasser                | Zoi Sadowski-Synnott       | Kokomo Murase      |
| 14 gennaio 2023  | Scuol             | Svizzera    | PGS   | Carolin Langenhorst        | Ramona Theresia Hofmeister | Julie Zogg         |
| 21 gennaio 2023  | Laax              | Svizzera    | HP    | Mitsuki Ono                | Wu Shaotong                | Maddie Mastro      |
| 22 gennaio 2023  | Laax              | Svizzera    | SBS   | Zoi Sadowski-Synnott       | Mia Brookes                | Anna Gasser        |
| 21 gennaio 2023  | Bansko            | Bulgaria    | PSL   | Julie Zogg                 | Sabine Schöffmann          | Jessica Keiser     |
| 22 gennaio 2023  | Bansko            | Bulgaria    | PSL   | Julie Zogg                 | Daniela Ulbing             | Patrizia Kummer    |
| 26 gennaio 2023  | Blue Mountain     | Canada      | PGS   | Ladina Jenny               | Lucia Dalmasso             | Sabine Schöffmann  |
| 27 gennaio 2023  | Blue Mountain     | Canada      | PGS   | Ramona Theresia Hofmeister | Julie Zogg                 | Daniela Ulbing     |
| 4 febbraio 2023  | Mammoth Mountain  | Stati Uniti | HP    | Mitsuki Ono                | Cai Xuetong                | Maddie Mastro      |
| 4 febbraio 2023  | Mammoth Mountain  | Stati Uniti | SBS   | Julia Marino               | Reira Iwabuchi             | Annika Morgan      |
| 4 febbraio 2023  | Cortina d'Ampezzo | Italia      | SBX   | Charlotte Bankes           | Faye Gulini                | Chloé Trespeuch    |
| 11 febbraio 2023 | Calgary           | Canada      | HP    | Mitsuki Ono                | Elizabeth Hosking          | Berenice Wicki     |
| 12 febbraio 2023 | Calgary           | Canada      | SBS   | Julia Marino               | Laurie Blouin              | Jasmine Baird      |
| 7 marzo 2023     | Livigno           | Italia      | PGS   | annullata                  | annullata                  | annullata          |
| 8 marzo 2023     | Livigno           | Italia      | PSL   | annullata                  | annullata                  | annullata          |
| 11 marzo 2023    | Sierra Nevada     | Spagna      | SBX   | Charlotte Bankes           | Chloé Trespeuch            | Lindsey Jacobellis |
| 12 marzo 2023    | Sierra Nevada     | Spagna      | SBX   | Charlotte Bankes           | Chloé Trespeuch            | Manon Petit-Lenoir |
| 11 marzo 2023    | Piancavallo       | Italia      | PSL   | annullata                  | annullata                  | annullata          |
| 12 marzo 2023    | Secret Garden     | Cina        | HP    | annullata                  | annullata                  | annullata          |
| 15 marzo 2023    | Rogla             | Slovenia    | PGS   | Sabine Schöffmann          | Ester Ledecká              | Tsubaki Miki       |
| 16 marzo 2023    | Veysonnaz         | Svizzera    | SBX   | Charlotte Bankes           | Eva Samková                | Josie Baff         |
| 17 marzo 2023    | Berchtesgaden     | Germania    | PSL   | Ester Ledecká              | Ramona Theresia Hofmeister | Cheyenne Loch      |
| 25 marzo 2023    | Mont-Sainte-Anne  | Canada      | SBX   | Charlotte Bankes           | Chloé Trespeuch            | Lindsey Jacobellis |
| 26 marzo 2023    | Mont-Sainte-Anne  | Canada      | SBX   | Josie Baff                 | Pia Zerkhold               | Chloé Trespeuch    |
| 26 marzo 2023    | Silvaplana        | Svizzera    | SBS   | Julia Marino               | Tess Coady                 | Anna Gasser        |

Legenda: 

PGS = Slalom gigante parallelo 

PSL = Slalom parallelo 

SBX = Snowboard cross 

SBS = Slopestyle 

HP = Halfpipe 

BA = Big air

### Classifiche

#### Generale parallelo
| Pos. | Nome                       | Nazione     | Punti |
| ---- | -------------------------- | ----------- | ----- |
| 1    | Julie Zogg                 | Svizzera    | 595   |
| 2    | Ramona Theresia Hofmeister | Germania    | 584   |
| 3    | Sabine Schöffmann          | Austria     | 549   |
| 4    | Daniela Ulbing             | Austria     | 491   |
| 5    | Tsubaki Miki               | Giappone    | 441   |
| 6    | Ladina Jenny               | Svizzera    | 416   |
| 7    | Aleksandra Król            | Polonia     | 377   |
| 8    | Lucia Dalmasso             | Italia      | 365   |
| 9    | Cheyenne Loch              | Germania    | 311   |
| 10   | Michelle Dekker            | Paesi Bassi | 308   |

#### Generale freestyle
| Pos. | Nome              | Nazione     | Punti |
| ---- | ----------------- | ----------- | ----- |
| 1    | Mitsuki Ono       | Giappone    | 360   |
| 2    | Julia Marino      | Stati Uniti | 353   |
| 3    | Reira Iwabuchi    | Giappone    | 322   |
| 4    | Anna Gasser       | Austria     | 300   |
| 5    | Miyabi Onitsuka   | Giappone    | 263   |
| 6    | Jasmine Baird     | Canada      | 256   |
| 7    | Elizabeth Hosking | Canada      | 237   |
| 8    | Melissa Peperkamp | Paesi Bassi | 220   |
| 9    | Kokomo Murase     | Giappone    | 211   |
| 10   | Mia Brookes       | Regno Unito | 204   |

#### Slalom parallelo
| Pos. | Nome                       | Nazione  | Punti |
| ---- | -------------------------- | -------- | ----- |
| 1    | Julie Zogg                 | Svizzera | 345   |
| 2    | Daniela Ulbing             | Austria  | 290   |
| 3    | Sabine Schöffmann          | Austria  | 288   |
| 4    | Ramona Theresia Hofmeister | Germania | 225   |
| 5    | Claudia Riegler            | Austria  | 196   |

#### Gigante parallelo
| Pos. | Nome                       | Nazione  | Punti |
| ---- | -------------------------- | -------- | ----- |
| 1    | Ramona Theresia Hofmeister | Germania | 359   |
| 2    | Sabine Schöffmann          | Austria  | 261   |
| 3    | Ladina Jenny               | Svizzera | 261   |
| 4    | Aleksandra Król            | Polonia  | 257   |
| 5    | Julie Zogg                 | Svizzera | 250   |

#### Snowboard cross
| Pos. | Nome               | Nazione     | Punti |
| ---- | ------------------ | ----------- | ----- |
| 1    | Charlotte Bankes   | Regno Unito | 723   |
| 2    | Chloé Trespeuch    | Francia     | 650   |
| 3    | Josie Baff         | Australia   | 493   |
| 4    | Eva Samková        | Rep. Ceca   | 407   |
| 5    | Manon Petit-Lenoir | Francia     | 356   |

#### Halfpipe
| Pos. | Nome              | Nazione     | Punti |
| ---- | ----------------- | ----------- | ----- |
| 1    | Mitsuki Ono       | Giappone    | 360   |
| 2    | Elizabeth Hosking | Canada      | 237   |
| 3    | Maddie Mastro     | Stati Uniti | 191   |
| 4    | Queralt Castellet | Spagna      | 179   |
| 5    | Ruki Tomita       | Giappone    | 136   |

#### Big air
| Pos. | Nome           | Nazione  | Punti |
| ---- | -------------- | -------- | ----- |
| 1    | Reira Iwabuchi | Giappone | 192   |
| 2    | Kokomo Murase  | Giappone | 182   |
| 3    | Anna Gasser    | Austria  | 180   |
| 4    | Jasmine Baird  | Canada   | 160   |
| 5    | Evy Poppe      | Belgio   | 138   |

#### Slopestyle
| Pos. | Nome            | Nazione     | Punti |
| ---- | --------------- | ----------- | ----- |
| 1    | Julia Marino    | Stati Uniti | 313   |
| 2    | Miyabi Onitsuka | Giappone    | 153   |
| 3    | Mia Brookes     | Regno Unito | 130   |
| 3    | Reira Iwabuchi  | Giappone    | 130   |
| 5    | Laurie Blouin   | Canada      | 129   |

## Misto

### Risultati
| Data             | Località         | Nazione  | Spec. | Primo                                       | Secondo                                                 | Terzo                                       |
| ---------------- | ---------------- | -------- | ----- | ------------------------------------------- | ------------------------------------------------------- | ------------------------------------------- |
| 10 dicembre 2022 | Winterberg       | Germania | PSL   | Svizzera 2 Gian Casanova Ladina Jenny       | Austria 1 Andreas Prommegger Daniela Ulbing             | Polonia 1 Oskar Kwiatkowski Aleksandra Król |
| 11 gennaio 2023  | Bad Gastein      | Austria  | PSL   | Austria 1 Andreas Prommegger Daniela Ulbing | Germania 1 Stefan Baumeister Ramona Theresia Hofmeister | Svizzera 2 Dario Caviezel Julie Zogg        |
| 27 gennaio 2023  | Blue Mountain    | Canada   | PGS   | annullata                                   | annullata                                               | annullata                                   |
| 12 marzo 2023    | Piancavallo      | Italia   | PSL   | annullata                                   | annullata                                               | annullata                                   |
| 19 marzo 2023    | Berchtesgaden    | Germania | PSL   | Austria 2 Fabian Obmann Sabine Schöffmann   | Italia 2 Maurizio Bormolini Elisa Caffont               | Italia 1 Edwin Coratti Lucia Dalmasso       |
| 26 marzo 2023    | Mont-Sainte-Anne | Canada   | SBX   | annullata                                   | annullata                                               | annullata                                   |

Legenda: 

PSL = Slalom parallelo

PGS = Slalom gigante parallelo

SBX = Snowboard cross

### Classifiche

#### Parallelo misto
| Pos. | Nazione  | Punti |
| ---- | -------- | ----- |
| 1    | Austria  | 280   |
| 2    | Svizzera | 205   |
| 3    | Germania | 149   |
| 4    | Italia   | 147   |
| 5    | Polonia  | 114   |

## Coppa delle Nazioni

### Classifiche

#### Generale
| Pos. | Nazione     | Punti |
| ---- | ----------- | ----- |
| 1    | Austria     | 4011  |
| 2    | Giappone    | 3681  |
| 3    | Stati Uniti | 3569  |
| 4    | Svizzera    | 3478  |
| 5    | Italia      | 3456  |

#### Freestyle
| Pos. | Nazione     | Punti |
| ---- | ----------- | ----- |
| 1    | Giappone    | 3864  |
| 2    | Stati Uniti | 3225  |
| 3    | Canada      | 1862  |
| 4    | Svizzera    | 1077  |
| 5    | Austria     | 1073  |

#### Snowboard cross
| Pos. | Nazione     | Punti |
| ---- | ----------- | ----- |
| 1    | Francia     | 2972  |
| 2    | Stati Uniti | 1750  |
| 3    | Italia      | 1431  |
| 4    | Germania    | 1042  |
| 5    | Austria     | 1018  |

#### Parallelo
| Pos. | Nazione  | Punti |
| ---- | -------- | ----- |
| 1    | Austria  | 3918  |
| 2    | Italia   | 3149  |
| 3    | Svizzera | 2355  |
| 4    | Germania | 2163  |
| 5    | Polonia  | 1040  |